# Перцев, Дмитрий Илларионович
Перцев Дмитрий Илларионович (24 февраля 1913 года, с. Измалково, Орловская губерния — 1996) — военный дирижер, педагог, композитор. Заслуженный артист РСФСР (1964).

## Биография
В 1934—1937 учился в Киевской консерватории. В 1941 окончил Военный факультет Московской консерватории по классу дирижирования С. А. Чернецкого и М. М. Багриновского, по классу инструментовки Н. П. Иванова-Радкевича. В 1941—1956 годах: дирижер военных оркестров, начальник оркестра штаба Московского военного округа (1949 – 1952) , инспектор оркестров Центральной группы войск (1952 – 1955), начальник Ростовской школы военно-музыкантских воспитанников (1955 – 1956). В 1956 — 1977 начальник военно-оркестровой службы Ленинградского военного округа и одновременно художественный руководитель оркестра штаба Ленинградского военного округа. С 1978 года преподаватель Ленинградского института культуры.
Марши, сочинённые Д. И. Перцевым для военных духовых оркестров («Встречный марш», «Строевой марш»), стали неотъемлемым элементом парадов Победы 9 мая на Красной площади.

## Сочинения
- Торжественная увертюра «Подвиг» (1964)
- Концерт для солистов духового оркестра (1969)
- Военные марши: «Встречный марш» (1952), «Строевой марш» (1956), «Ленинград» (1958), «На страже родины» (1960), «Колонный марш» (1970), «Юбилейный марш» (1973).